# Clash Quest
Clash Quest est un jeu de stratégie à un joueur créé par la société finlandaise Supercell sur iOS et Android. Le jeu consiste à attaquer à tour de rôle avec un nombre limité de troupes et à détruire le plus de défenses possible. Après une sortie en soft launch en avril 2021 dans certaines régions, Supercell annonce la fin du développement du jeu le 17 août 2022 et la fermeture des serveurs pour fin septembre.

## Système de jeu

### Squad
Il existe plusieurs troupes, sorts et stratégies à débloquer dans Clash Quest. L'ensemble de tous ces éléments s'appelle la Squad. 

#### Troupes
Il existe neuf troupes différentes dans Clash Quest. Quatre de ces troupes sont débloquées dès le début du jeu et les cinq autres troupes peuvent être débloquées sur la carte.      
| Troupe            | Description | Monde                | île          |
| ----------------- | --- | -------------------- | ------------ |
| Archer            | "L'archer tire une flèche vers la cible la plus proche, même par-dessus les remparts" | Dès le début         | Dès le début |
| Barbare           | "Le barbare n'est pas difficile quand il s'agit de choisir ses cibles - il est heureux de frapper l'ennemi le plus proche, quel qu'il soit." | Dès le début         | Dès le début |
| Prince            | "Le prince charge droit devant lui, infligeant de nombreux dégâts à l'ennemi assez fou pour se trouver sur son chemin... s'il y en a vraiment un qui se trouve sur son chemin."                                                                   | Dès le début         | Dès le début |
| Sorcier           | "Le sorcier lance une boule de feu sur l'ennemi le plus proche. S'il y a d'autres ennemis à proximité, ils reçoivent aussi leur part de souffle ardent."                                                                                          | Dès le début         | Dès le début |
| Géant             | "Le géant attaque d'abord les bâtiments de défense. Lorsque ceux-ci sont pris en charge, il se dirige vers tout ce qui reste sur le champ de bataille. Comme il est grand, il peut absorber beaucoup de dégâts."                                  | Royaume des gobelins | Après île 2  |
| Gobelin           | "Le gobelin est attiré par l'or, avant tout, et inflige des dégâts doubles aux stockages d'or. Lorsqu'il n'y a plus de réserves d'or, il attaque l'ennemi le plus proche."                                                                        | Royaume des gobelins | Après île 6  |
| P.E.K.K.A         | "P.E.K.K.A. inflige une grande quantité de dégâts à l'ennemi le plus proche. Grâce à son lourd blindage, il peut également résister à de nombreux tirs ennemis."                                                                                  | Terre de lave        | Après île 15 |
| Bombardier        | "Le bombardier lance une bombe sur le côté ennemi du champ de bataille, infligeant des dégâts supplémentaires aux murs. En raison d'un entraînement monotone, il ne peut toucher que l'endroit exactement parallèle à l'endroit où il se trouve." | Rives de choc        | Après île 23 |
| Bébé Dragon       | "Le bébé dragon vole au-dessus du champ de bataille et attaque directement à travers le champ de bataille - en crachant du feu sur tous les ennemis le long du chemin."                                                                           | Forêts d'élixir      | Après île 31 |
| Gargouille        | |                      | Après île 38 |
| Bombardier mineur | |                      |              |

#### Sorts
Les sorts sont au nombre de quatre dans Clash Quest. Ils permettent d'infliger des dégâts aux défenses de manière différente.
| Sort         | Description                                                                                   | Déblocage    |
| ------------ | --------------------------------------------------------------------------------------------- | ------------ |
| Boule de feu | "Une boule de feu qui inflige des dégâts dans une aire de 3x3."                               | Après île 1  |
| Roquette     | "La roquette inflige de très gros dégâts à une cible unique"                                  | Après île 10 |
| Zap          | "le Zap fait des dégâts et étourdit les ennemis pendant quelques tours."                      | Après île 19 |
| Bûche        | "La bûche roule sur le champ de bataille, infligeant des dégâts aux ennemis sur son passage." | Après île 28 |

#### Stratégies
Les stratégies sont des livres qui permettent de déplacer des troupes, de les faire attaquer différemment, et d'interagir avec eux. Elles sont actuellement au nombre de six.
| Stratégie | Description                                                                                               | monde               | île          |
| --------- | --- | ------------------- | ------------ |
| Swap      | "Échange le placement de deux troupes adjacentes, ou déplace une unité sur une case vide à côté d'elle"   | Royaume des goblins | Après île 3  |
| Charge    | "Attaque avec toutes les troupes du même type, quel que soit leur emplacement sur le champ de bataille"   | Royaume des goblins | Après île 5  |
| Retraite  | "Retirez une troupe dans vos réserves. La troupe est entièrement guérie avant de rejoindre la bataille !" | Terre de lave       | Après île 12 |
| Rush      | "Attaquez avec une seule troupe en doublant les dégâts, sans passer votre tour !"                         | Rives de choc       | Après île 20 |
| Frontline | "pousse la troupe sélectionnée vers l'avant de la colonne"                                                | Jungle de lave      | Après île 42 |
| Switch    | | Plages des os       |              |

### Carte
Il y a six mondes présents sur la carte :
- Royaume des goblins ;
- Terre de lave ;
- Rives de choc ;
- Forêt d'élixir ;
- Jungle de lave ;
- Plage des os.

### Défenses
Il y a plusieurs défenses différentes sur Clash Quest.

### Boss
Il y a six boss différents sur Clash Quest :  
- Roi des gobelins ;
- Golem de lave  ;
- Vipère électrique ;
- Papa dragon ;
- Molosse de lave ;
- Frères d'os.

Ils ont tous une mécanique de combat différente.

## Développement

### Lancement
Clash Quest sort en bêta en avril 2021 dans les pays scandinaves, au Canada et certains pays d'Asie. Au début du jeu, il n'y a que les îles avec des étoiles pour chaque niveau réussi. En novembre 2021, l'arrivée des clans est annoncée par une vidéo sur leur chaîne YouTube. 

### Réinitialisation
Début juin 2022, les développeurs annoncent une réinitialisation du jeu car ils se sont rendu compte que beaucoup de personnes avaient terminé le jeu. Tous les achats sont alors remboursés. La réinitialisation est effective le 20 juin 2022. Pour chaque étoile gagnée dans la première version, 100 gemmes sont données. Le système change : il n'y a plus d'étoiles mais des niveaux avec des objectifs pour suivre une histoire. La progression est sauvegardée pour les ligues de clan et individuelles.

### Fin du développement
Le 17 août 2022, Supercell annonce la fin du développement du jeu ainsi que la fermeture des serveurs pour fin septembre ; les achats en jeu peuvent alors êtres transférés dans d'autres jeux de l'éditeur.